# AC'97

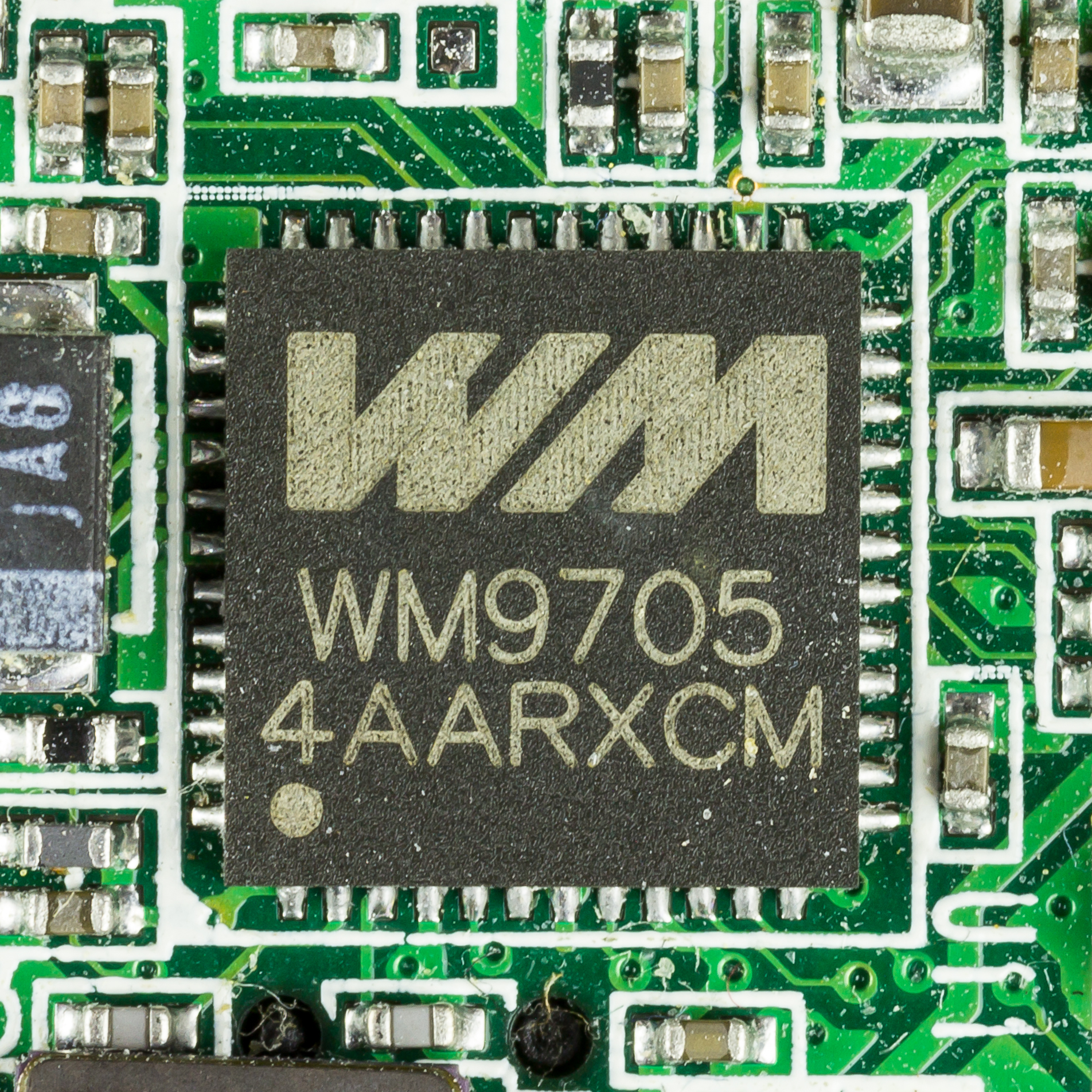

AC'97 (오디오 코덱 '97)은 1997년에 인텔이 만든 오디오 코덱 표준이며 메인보드, 모뎀, 사운드 카드에 주로 쓰인다. 모뎀 코덱 '97의 준말인 MC'97라는 용어도 통용된다.
2004년에 AC'97은 인텔 고선명 오디오(HD 오디오)로 넘어가게 되었다.

## 리비전
리비전은 다음과 같다.
- AC'97 1.x: 고정 48K 샘플링 레이트 동작 (비확장 명령 집합)
- AC'97 2.1: 확장 오디오 명령 집합 (선택적 가변 레이트, 다중 채널 등)
- AC'97 2.2: 확장 오디오, 강화 상향 오디오 지원, 선택적 S/PDIF
- AC'97 2.3: 확장 구성 정보 및 선택적 잭 감지 지원

AC '97 v2.3에서는 플러그 앤 플레이 오디오를 최종 사용자를 위하여 제공한다.

## 코덱 칩
코덱 칩은 한 쪽에 AC97 인터페이스를, 다른 한 쪽에는 아날로그 오디오 인터페이스를 갖추고 있다. 이들은 보통 48핀의 조그마한 사각형 칩으로 되어 있다. 이들은 또, D/A와 A/D, 또는 D/A 전용으로 되어 있다.
- 아날로그 디바이스 AD1819B, 1881A, 1885, 1886, 1887, 1980, 1981, 1985 (단종)
- 아사히 카세이 마이크로시스템즈(AKM) AK 4540, 4543, 4544A, 4545
- 어밴스 로직 (현재의 리얼텍) ALC201A, ALC202/A, ALC650, ALC655, ALC658, ALC101, ALC202A, ALC250, ALC850
- 커넥선트 Cx20468 - 모뎀 포함
- 시러스 로직 크리스털웨어 4236, 크리스털클리어 사운드퓨전 CS4297, CS4299
- 크리스털 세미컨덕터 CS4205, CS4202
- C-Media CMI9738, 9739, 9761, 9880
- ESS ES1988 (모뎀 포함)
- 엠피아 EMP202 (2 채널, 20비트 DAC, 20비트 ADC, 전이중 AC'97 2.2 호환 스테레오 오디오 코덱)
- 인터실 HMP9701 (단종, 48 kHz 고정 샘플레이트)
- 내셔널 세미컨덕터 LM49321, LM49350, LM49352
- 필립스 UCB 1400 (터치스크린 컨트롤러 포함)
- 리얼텍 ALC658, ALC655 (16비트), ALC650, ALC268
- 시그마텔 (현재의 IDT) C-Major STAC 9460 (D/A 전용), 9461, 9462, 9463, 9200, 9202, 9250, 9251, 9220, 9221, 9223, 9750
- 실리콘 이미지 Si3024 (모노 전용)
- TriTech Microelectronics TR28022, 28026
- 야마하 YMF 743, 752, 753
- 비아 VT1612, VT1616 (VIA Six-TRAC Vinyl Audio), VT82C686
- 윈본드 W83971
- Wolfson Microelectronics WM9701, WM9703, WM9704, WM9705 (터치스크린 포함), WM9707, WM9708, WM9709 (DAC 전용), WM9711, WM9712 (터치스크린 포함), WM9713 (터치스크린 포함), WM9714

## 같이 보기
- I²S (통합 인터칩 사운드)
- S/PDIF